# Sphaenorhynchus canga
Sphaenorhynchus canga é uma espécie de anfíbio anuro da família Hylidae. Está presente no Brasil. A UICN classificou-a como deficiente de dados.